# Análisis del paisaje
El análisis del paisaje es un método de análisis del espacio que permite comprender e interpretar el funcionamiento de un paisaje natural. Este análisis se realiza en general a la hora de realizar proyectos de actuaciones que tienen un impacto sobre el paisaje estudiado, con el fin de determinar cuáles son los puntos sensibles a preservar o a poner en valor.

## Fases del análisis
Comprende tres etapas:
1. La observación: es la lectura del paisaje.
2. La comprensión: es el análisis paisajístico como tal;
3. La interpretación: es la síntesis del estudio.

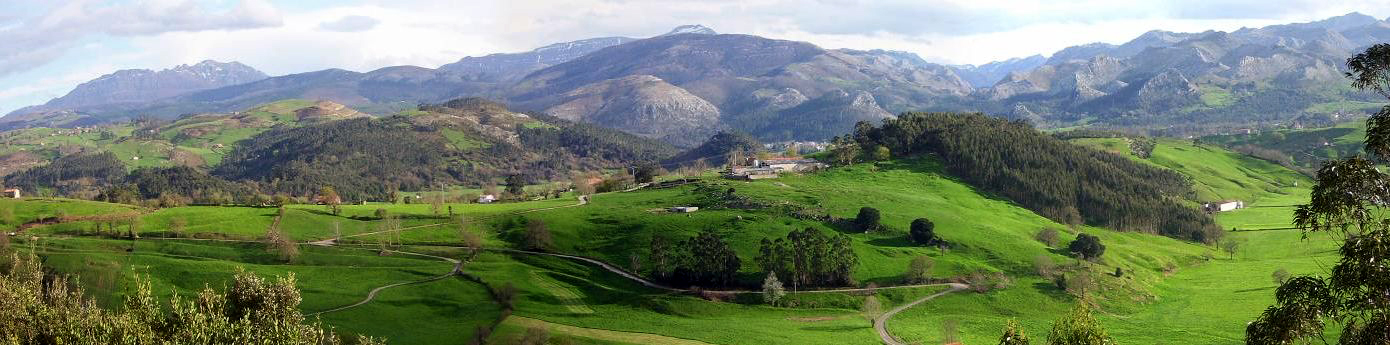
La observación del espacio es la primera etapa en un análisis del paisaje. En la imagen, una vista panorámica desde el pueblo de Santa Marina, en Cantabria (España).

## La lectura del paisaje
Es la primera etapa del análisis paisajista, es un enfoque sensible del paisaje, es decir, que hace intervenir los sentidos más que el razonamiento. Al llegar a un lugar, es en primer lugar la vista quien guía al individuo. Es un reflejo natural, un automatismo. Una impresión general sobre el paisaje que se descubre por primera vez: va a parecernos bonito, tranquilo y descansado, feo , o monótono, etc.
El planteamiento se vuelve entonces activo y no pasivo: se hace una lista de los elementos del paisaje, desde los elementos descriptivos generales hasta llegar al detalle.

### Percepcióndel espacio
Se trata de recoger todas las sensaciones visuales que obtiene el estudio del paisaje: las texturas, los colores, el tipo de línea dominante (curvo, vertical, horizontal), la amplitud del paisaje en general o con relación al hombre, el modo de desplazamiento principal en el paisaje y la velocidad de desplazamiento natural.

### Geometríadel paisaje
Es la disposición de los distintos elementos entre ellos: los planos de vista (el primer plano, el plano intermedio, el fondo), los efectos geométricos (efecto de ventana, de puerta, la presencia de los puntos de llamada, señal, fuga)

### Los límites de lectura del paisaje
Hay que tener en cuenta que esta fase de lectura del paisaje presenta tres inconvenientes que pueden suceder:
- El análisis es específico en el espacio: las impresiones y la estructura del paisaje que se tiene de éste son diferentes según el lugar donde uno se sitúa. Para remediar esto, basta con multiplicar los lugares de observaciones, o incluso con efectuar la lectura del paisaje durante un itinerario que atraviese el territorio analizado. La utilización previa de un mapa topográfico de la región permite preparar un itinerario o localizar los puntos que parecen los más propicios a la observación (aquellos en altura, teniendo un amplio campo de visión, por ejemplo).

- El análisis es también específico en el tiempo, mientras que un paisaje es dinámico. Los espacios utilizados por el hombre no son nunca fijos, puesto que los adapta en función de sus necesidades, y estas necesidades cambian durante el tiempo. Por ejemplo, las modificaciones profundas del paisaje sufridas debidas al abandono rural o a la concentración de las parcelas agrícolas. Debido a la falta de tiempo para realizar un seguimiento del paisaje a medio plazo, se pueden consultar hacia las numerosas fuentes de la historia local: bibliotecas municipales, facultades de geografía o historia, historiadores locales, habitantes, etc.

- Por último, el análisis del paisaje es inevitablemente subjetivo, puesto que de un observador a otro la reflexión necesariamente será influida por los gustos personales, su edad, su experiencia, su oficio, su interés por la adaptación o por la conservación de los medios naturales, etc. Como no es materialmente posible tanto en tiempo como en coste económico el realizar un análisis a varias personas, conviene entonces guardar en la cabeza esta subjetividad a la hora de hacer el análisis.

## Análisis del paisaje
El análisis intenta identificar y descifrar los elementos listados en la lectura del paisaje, vinculando cada uno ellos a uno o más funciones bien precisa del paisaje como medio de vida. Por ejemplo: 
- Las tierras cultivadas están vinculadas a la problemática de la gestión agrícola del espacio, de las habilidades para dar salida o entrada a productos, de las necesidades de la población, etc.
- El río está relacionado con los conceptos de gestión de los recursos hidráulicos, pesqueros, ambientales, etc.

## Síntesis
Como todo sistema, el paisaje debe considerarse como tal en un análisis paisajístico, integrando todos sus elementos: fauna, flora, suelo, actividades humanas, historia, etc. pero también las relaciones entre estos elementos. Esta parte del análisis del paisaje tiene por objeto reconstituir los vínculos existentes entre los elementos del paisaje, con el fin de proponer un diagnóstico del estado actual, y de proponer un pronóstico del estado futuro, basado en las relaciones que se ha conseguido definir y el conocimiento de la historia del lugar.
La síntesis del análisis paisajístico es sobre todo el ámbito de acción de la ecología del paisaje, que hace intervenir los conocimientos de disciplinas muy distintas como la geografía, la botánica, la zoología, la ecología, la antropología o la sociología.
- Datos: Q2845238